# Said Karimulla Chalili
Said Karimulla Chalili (ryska: Саи́д Каримулла́ Халили́), född 2 september 1998 i Sergijev Posad i Moskva oblast, är en rysk skidskytt. Han deltog i det ryska stafettlag som tog brons i herrarnas stafett vid världsmästerskapen i Pokljuka 2021.
Chalili gjorde debut i världscupen den 10 januari 2020 på sprinten i Oberhof där han slutade på 61:a plats. Han har tagit flera medaljer vid junior-VM, däribland tre guld i stafett.

## Resultat

### Världscupen

#### Pallplatser i lag
| Säsong  | Datum            | Plats         | Disciplin | Placering | Lagkamrat(er)                 |
| ------- | ---------------- | ------------- | --------- | --------- | ----------------------------- |
| 2020/21 | 20 februari 2021 | Pokljuka (VM) | Stafett   | 3:a       | Jelisejev / Loginov / Latypov |

#### Ställning i världscupen
| Säsong  | Totalt | Totalt | Distans | Distans | Sprint | Sprint | Jaktstart | Jaktstart | Masstart | Masstart |
| Säsong  | Poäng  | Plac.  | Poäng   | Plac.   | Poäng  | Plac.  | Poäng     | Plac.     | Poäng    | Plac.    |
| ------- | ------ | ------ | ------- | ------- | ------ | ------ | --------- | --------- | -------- | -------- |
| 2019/20 | 16     | 77:e   | 0       | –       | 0      | –      | 16        | 54:e      | –        | –        |
| 2020/21 |        |        | 38      | 31:a    |        |        |           |           |          |          |

### Världsmästerskap
| Tävling       | Distans | Sprint | Jaktstart | Masstart | Stafett | Mixstafett | Singelmix |
| ------------- | ------- | ------ | --------- | -------- | ------- | ---------- | --------- |
| Pokljuka 2021 | 6:e     | 64:e   | –         |          | Brons   | –          | –         |